# Aruwimi
Aruwimi (w górnym biegu Ituri) – rzeka w Demokratycznej Republice Konga, prawy dopływ Konga.
- długość: 1300 km
- powierzchnia dorzecza: 116 tys. km²

Aruwimi wypływa w Górach Błękitnych. Na rzece znajdują się liczne progi. Jest żeglowna w dolnym biegu.